# Rzakta
Rzakta – wieś w Polsce położona w województwie mazowieckim, w powiecie otwockim, w gminie Wiązowna.
Wieś jest sołectwem w gminie Wiązowna.
| SIMC    | Nazwa          | Rodzaj    |
| ------- | -------------- | --------- |
| 1057829 | Kolonia Rzakta | część wsi |
| 1057918 | Popławy        | część wsi |
| 1057924 | Pólko          | część wsi |

Wieś szlachecka Rzachta położona była w drugiej połowie XVI wieku w powiecie garwolińskim  ziemi czerskiej województwa mazowieckiego. 
W latach 1975–1998 miejscowość administracyjnie należała do województwa warszawskiego.
Rzakta ma połączenie z Warszawą linią 720 ZTM Warszawa z końcowym przystankiem na rondzie Wiatraczna, linia ta jest najdłuższą linią organizowaną przez ZTM Warszawa i liczy 39,6 km.
Rzakta posiada również połączenie z Otwockiem linią L20 PKS Grodzisk Mazowiecki z końcowym przystankiem w Otwocku na ulicy Orlej.
Wierni Kościoła rzymskokatolickiego należą do parafii św. Wawrzyńca w Gliniance.